# 伽羅瓦上同調
在數學中，伽羅瓦上同調是一套用群上同調研究伽羅瓦群的作用的技術。具體言之，假設伽羅瓦群 {\displaystyle G=G_{L/K}} 作用在一個群 {\displaystyle A}（通常是數論中出現的代數結構，如 {\displaystyle L,L^{\times },C_{L}} 等等）上，伽羅瓦上同調研究相關的群上同調 {\displaystyle H^{i}(G,A)}。這些群通常具有重要的數論或算術代數幾何意義。
伽羅瓦上同調是現代代數數論的基石之一。

## 在代數數論中的應用
伽羅瓦上同調最早在1950年代被提出，主要與克勞德·謝瓦萊在類域論上的工作相關。這套理論的目的在以群上同調「代數地」闡釋類域論，避免使用L-函數。哈瑟原理在伽羅瓦上同調的框架下能得到清晰的描述。

## 在代數幾何中的應用
伽羅瓦上同調關係到算術代數幾何中的許多重要問題，例如橢圓曲線上的整點個數。作為下降理論在平展拓撲上的應用，第一個伽羅瓦上同調群分類了概形 {\displaystyle \mathrm {Spec} (K)} 上的扭子，這是主叢在代數幾何上的推廣。藉著下降理論，可以用伽羅瓦上同調研究二次型式、中心單代數與 Severi-Brauer 簇等等結構。

## 文獻
- Serre, Jean-Pierre (2002), Galois cohomology, Springer Monographs in Mathematics, Berlin, New York: Springer-Verlag, MR1867431, ISBN 978-3-540-42192-4, translation of Cohomologie Galoisienne, Springer-Verlag Lecture Notes 5 (1964).